# ليونارد ميتشيل
ليونارد ميتشيل (بالإنجليزية: Leonard Mitchell)‏ هو لاعب كرة قدم أمريكية أمريكي، ولد في 12 أكتوبر 1958.

## وصلات خارجية
- ليونارد ميتشيل على موقع كلية كرة السلة في سبورتس رفرنس.كوم (الإنجليزية)
- ليونارد ميتشيل على موقع مرجع كرة القدم المحترفة.كوم (الإنجليزية)